# Ông chúa

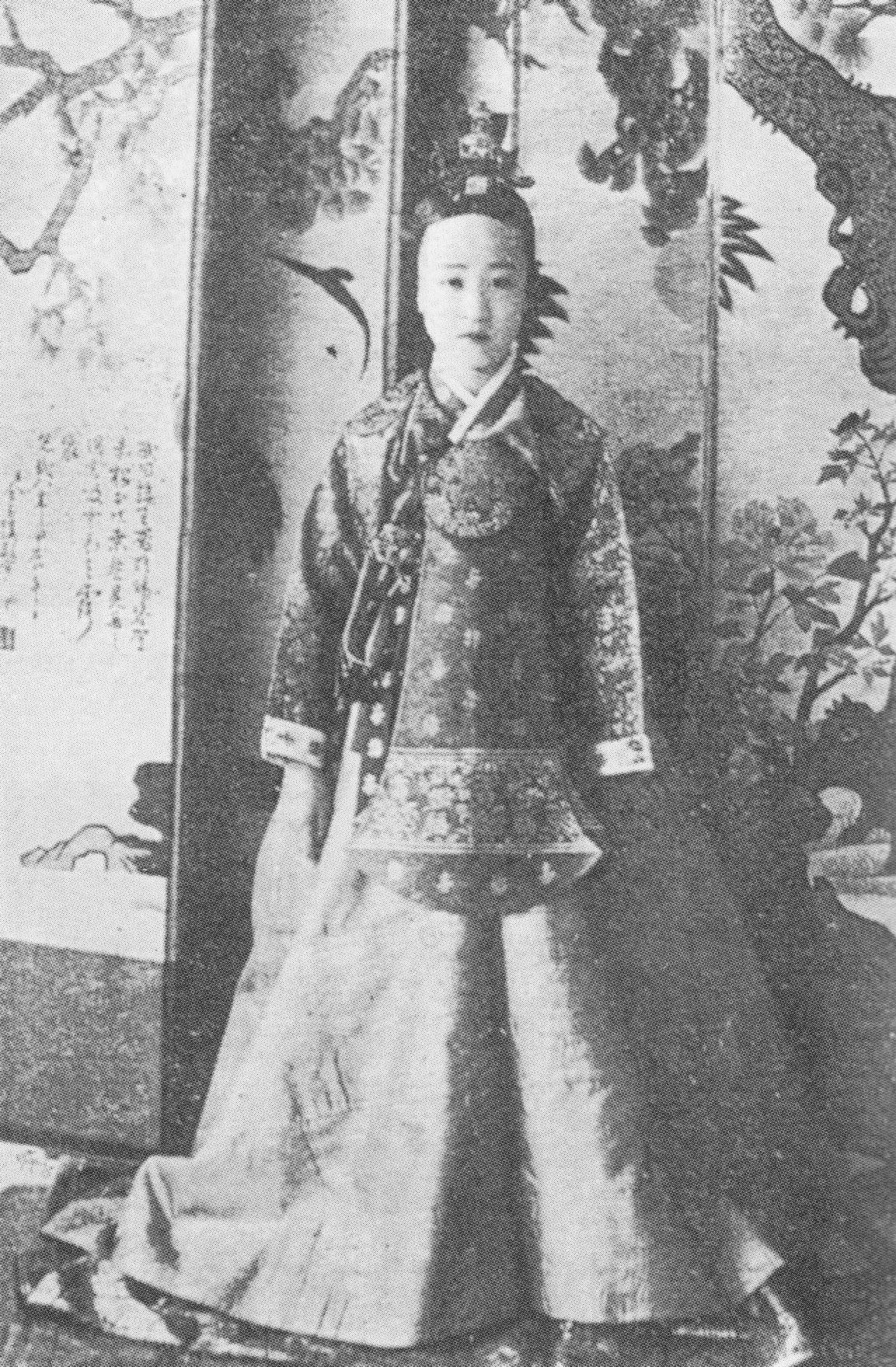
Đức Huệ Ông chúa - vị Ông chúa nổi tiếng nhất lịch sử Hàn Quốc.

Ông chúa (chữ Hán: 翁主; Hangul: 옹주; phiên âm Ongju) là một tước hiệu hoàng gia Đông Á. Trong lịch sử, tước hiệu này từng được dùng vào các thời vương triều Tây Hán, Lưu Cầu, Cao Ly và Triều Tiên.

## Lịch sử

### Tây Hán
Đầu thời Tây Hán, chế độ sách phong, tấn phong và đãi ngộ cho con gái và cháu gái Hoàng đế được hình thành. Theo đó, các Hoàng nữ được phong hiệu là Công chúa, con gái các Chư hầu Vương được phong là Ông chúa. Chữ ["Ông" 翁] có nghĩa là cha, hàm ý chi khi các Chư hầu Vương gả con gái thì tự thân mình làm chủ hôn vì vậy mới xưng con gái của mình là Ông chúa. Tuy nhiên, do là con gái chư hầu vương, nên còn được gọi là Vương chúa (王主).
Sử liệu Trung Quốc từng ghi nhận có 3 vị Vương nữ cụ thể từng được phong tước vị Ông chúa là Lưu Lăng (劉陵, con gái Hoài Nam vương Lưu An), Lưu Tế Quân (劉細君, con gái Giang Đô vương Lưu Kiến) và Lưu Giải Ưu (劉解憂, cháu gái Sở Nguyên vương Lưu Giao).
Khi Vương Mãng tiếm ngôi nhà Hán, đã bãi bỏ các tước hiệu này. Khi nhà Đông Hán phục vị, chỉ có mỗi tước vị Công chúa được phục hồi mà tước hiệu Ông chúa không được đề cập, trong đó quy định tỉ mỉ tước hiệu Huyện công chúa (縣公主; tức "Công chúa có đất phong cấp Huyện") dành cho các Hoàng nữ. Tước vị Ông chúa bị bãi bỏ, và được phân thành các tước vị Hương công chúa (鄉公主; "Công chúa có đất cấp Hương") và Đình công chúa (亭公主; "Công chúa có đất phong cấp Đình") để phong cho các Vương nữ. Sang thời nhà Tấn, chế định ra Hoàng nữ có tước Quận công chúa (郡公主; "Công chúa có đất phong cấp Quận"), lại xưng Quận chúa, Huyện công chúa giản xưng "Huyện chúa", suốt sau đó thường trở thành tước hiệu để phong con gái tước Vương.

Từ đó về sau, tước hiệu Ông chúa dành cho con gái của tước Vương không còn xuất hiện trong lịch sử Trung Quốc, mà thay bằng Quận chúa hay Huyện chúa. 

### Các nước đồng văn
Ngoài Trung Quốc, chỉ có Hàn Quốc và Cựu vương quốc Lưu Cầu sử dụng tước hiệu này. Vào thời vương triều Cao Ly, tước hiệu Ông chúa được sử dụng để phong cho các Vương nữ và các hậu cung tần ngự.
Sơ kỳ của nhà Triều Tiên, tước hiệu Công chúa bắt đầu sử dụng để phong cho các Vương nữ do Vương phi sinh ra, còn tước hiệu Ông chúa dành cho các Vương nữ do các Hậu cung tần ngự sinh ra. Vào thời kỳ đầu khi chế độ Triều Tiên chưa hoàn thiện, một số Hậu cung tần ngự cũng được sắc phong hiệu Ông chúa, như Hòa Nghĩa Ông chúa Kim thị, Hậu cung tần ngự của Triều Tiên Thái Tổ, mẹ của Thục Thận Ông chúa. Tuy nhiên, về sau tước vị Ông chúa chỉ còn được dùng để phong cho các Vương thứ nữ Triều Tiên, không còn dùng cho các Hậu cung tần ngự nữa.
Ở Lưu Cầu, các Vương nữ và Vương tôn nữ (con gái của Vương tử, cháu gái của Quốc vương) thì được xưng là Ông chúa. Đối với các Ông chúa được phong địa, sẽ xưng là Án ti gia na chí (按司加那志; Aji-ganashi). Vị Ông chúa chính thức cuối cùng của vương quốc Lưu Cầu là con gái thứ tư của Quốc vương Shō Tai, được phong hiệu Gia Thủ Ngải Ông chúa (嘉手苅翁主, Kadekaru). Sau khi Quốc vương Shō Tai thoái vị, được triều đình Nhật Bản phong vị Hầu tước, các con cháu gái ông về sau không được phong tước hiệu Ông chúa nữa. Tuy nhiên, trong giới hậu duệ sĩ tộc Lưu Cầu vẫn tôn xưng con gái của các vị Tông chủ gia tộc Shō là Ông chúa.

## Nhân vật nổi tiếng
- Hiếu Minh Ông chúa (1637 - 1700): con gái duy nhất của Triều Tiên Nhân Tổ và Quý nhân Triệu thị.
- Thục Ninh Ông chúa (1649 - 1666): con gái của Triều Tiên Hiếu Tông và An tần Lý thị.
- Hòa Hoãn Ông chúa (1738 - 1808): con gái của Triều Tiên Anh Tổ và Ánh tần Lý thị.
- Đức Huệ Ông chúa (1912 - 1989): con gái của Triều Tiên Cao Tông và Cung nữ Lương thị. Là ông chúa cuối cùng trong lịch sử Triều Tiên.